# Мургардт
Мургардт (нім. Murrhardt) — місто в Німеччині, знаходиться в землі Баден-Вюртемберг. Підпорядковується адміністративному округу Штутгарт. Входить до складу району Ремс-Мур.
Площа — 71,13 км2. Населення становить 14 026 ос. (станом на 31 грудня 2020).